# وليام شاكلتون
ويليام ألان شاكلتون (بالإنجليزية:  William Shackleton)‏ (مواليد 9 مارس 1908 - 16 نوفمبر 1971) لاعب كريكت إنجليزي من الدرجة الأولى، لعب خمس مباريات لنادي مقاطعة يوركشاير للكريكيت بين عامي 1928 و1934.

## حياته
ولد شاكلتون في كيغلي، يوركشاير، كان لاعبًا متوسطًا يلعب بذراعه اليمنى. توفي في نوفمبر 1971 في بريدلينغتون، يوركشاير.